# Sit estriat
El sit estriat (Emberiza striolata) és una espècie d'ocell de la família dels emberízids (Emberizidae).

## Distribució i hàbitat
Habita deserts, vessants pedregosos i medi humà des del Marroc i Mauritània cap a l'est, localment a través del Sahel, Sàhara i Àfrica septentrional, cap a l'est fins a Somàlia, nord de Kenya i la costa del Mar Roig, i en Àsia des de la Península del Sinaí, Orient Pròxim i Península Aràbiga, cap a l'est, pel sud de l'Iran i de l'Afganistan, fins al centre i sud del Pakistan i el nord i centre de l'Índia.
És resident des del Txad, cap a l'est passant pel sud-oest d'Àsia fins al nord-oest de l'Índia i a l'Àfrica.
Es reprodueix en uadis remots (no al voltant poblacions humanes com el sit del Sàhara, generalment a prop dels rierols, posant de dos a quatre ous en un niu a terra o en un forat a terra. L'aliment natural consisteix en llavors, o quan s'alimenten joves, insectes.

## Descripció
Fa 14 cm de llarg, és de mida semblant al sit del Sàhara i és més petit que el sit negre tot i ser de plomatge similar. El mascle reproductor té el cos de color castany i el cap gris amb vetes més fosques i una llista superciliar blanca i una veta semblant a una bigotera. El cap de la femella té un to de marró fins al gris i vetes més difuses.
El sit estriat té ratlles facials més fortes i un ventre més pàl·lid que el sit del Sàhara. Els individus de la subespècies Emberiza striolata jebelmarrae, mostren algunes evidències d'intergradació amb el sit del Sàhara.

## Taxonomia
La majoria d'autoritats taxonòmiques reconeixen tres subespècies:
- E. s. striolata (Lichtenstein, 1823) - Nord-est d'Àfrica fins a Aràbia, Iran, Pakistan i el centre de l'Índia.
- E. s. saturatior (Sharpe, 1901) - Terres altes del Sudan central, Etiòpia i Kenya.
- E. s. jebelmarrae (Lynes, 1920) - Terres altes del Sudan (Jebel Marra).

El sit del Sàhara és considerat una quarta subespècie per The Cornell Lab:
- E. s. sahari (Levaillant, 1850) - Del Marroc a l'est de Líbia, al sud de Senegal, Mali, Níger i Txad.

## Comportament

### Cria
En els últims temps, s'ha observat que l'àrea de reproducció de l'ocell a l'Índia inclou llocs més al sud, com ara a prop de Saswad, prop de Poona. El període d'incubació de la posta de tres ous és de 14 dies.